# 早落通泉草
早落通泉草（学名：Mazus caducifer），为玄参科通泉草属下的一个种。

## 扩展阅读
維基物種上的相關：早落通泉草